# حديث مرسل الصحابي
حديث مرسل الصحابي هو ما أخبر به الصحابي عن قول الرسول ﷺ أو فعله، ولم يسمعه أو يشاهده، إما لصغر سنه أو تأخر إسلامه أو غيابه، ومن هذا النوع أحاديث كثيرة لصغار الصحابة، كإبن عباس وإبن الزبير وغيرهم.

## حكمه
القول الذي أجمع عليه جمهور العلماء أنه حديث صحيح يحتج به، وقال البعض: «إن مرسل الصحابي كمرسل غيره في الحكم أي يعتبر من الأحاديث الضعيفة ولا يحتج به» وهذا القول ضعيف مردود.

## أشهر المصنفات فيه
- المراسيل، لإبي داود.
- المراسيل، لإبن أبي حاتم.
- جامع التحصيل لأحكام المراسيل، للعلائي.[2]